# Claes Annerstedt

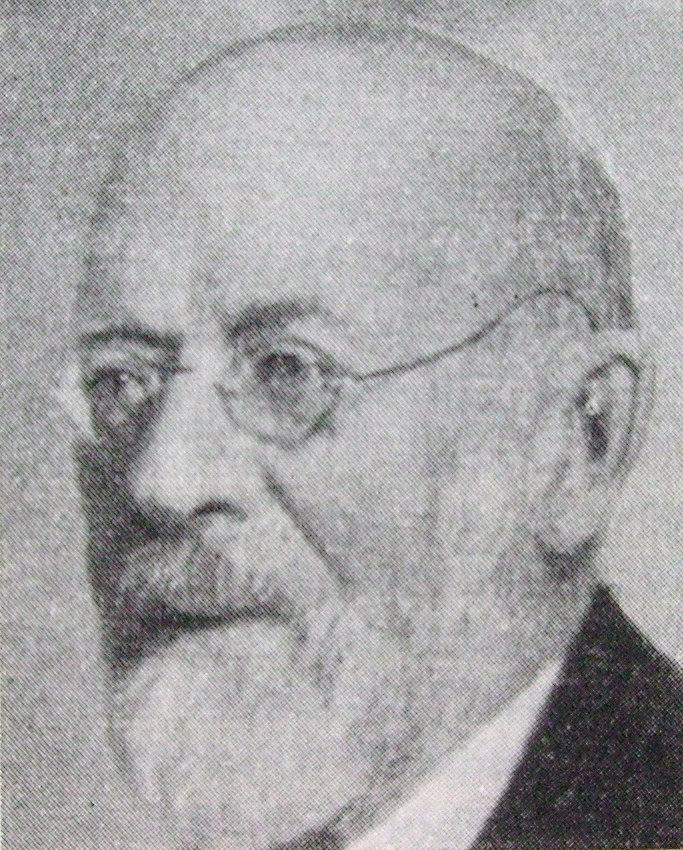
Claes Annerstedt

Claes Annerstedt (Uppsala, 7 juni 1839 - aldaar, 20 november 1927) was een Zweeds historicus. Na de dood van Gunnar Wennerberg werd hij lid van de Zweedse Academie op zetel 2. Hij was een neef van  Ludvig Annerstedt.